# Lansoprazol
Lansoprazol (INN) ist eine chemische Verbindung und ein Arzneistoff, der gegen Sodbrennen (wie es beispielsweise mit einer Speiseröhrenentzündung (Ösophagitis) einhergehen kann) eingesetzt wird. Er vermindert die Salzsäureproduktion im Magen, so dass der pH-Wert des Magensafts ansteigt. Lansoprazol wirkt als Protonenpumpenhemmer, indem die Protonen-Kalium-Pumpe der Fundusdrüsen blockiert wird. Lansoprazol wird als Medikament unter vielen verschiedenen Handelsnamen verkauft.

## Geschichte
Lansoprazol wurde 1984 von Takeda Pharmaceutical patentiert und wird seit 1992 in der Medizin angewendet. Es trug den Entwicklungsnamen AG 1749. Das ursprüngliche Patent ist mittlerweile erloschen; es wurden aber bezüglich der Formulierungen neue Patente angemeldet.

## Stereochemie
Das Molekül beinhaltet genau ein Stereozentrum, welches am Schwefel-Atom lokalisiert ist (das übrige freie Elektronenpaar fungiert aus Sicht der Stereochemie als vierte Bindung). Der Arzneistoff Lansoprazol ist ein Racemat, wobei die Enantiomere auch als Dexlansoprazol (R) und Levolansoprazol (S) bezeichnet werden.

## Gewinnung und Darstellung
Lansoprazol wurde erstmals 1990 von Kubo et al. synthetisiert. Als Edukt wird [3-Methyl-4-(2,2,2-trifluorethoxy)-2-pyridinyl]methanol eingesetzt. Der Alkohol wird mit Thionylchlorid in Chloroform in situ in ein Chlorid umgewandelt und dieses dann mit 2-Mercaptobenzimidazol im Basischen (Natriummethanolat in Methanol) nucleophil substituiert. Der zweite Schritt ist die Oxidation des Thioethers zum Sulfoxid mit meta-Chlorperbenzoesäure in Chloroform. Das Produkt kann zur Aufreinigung aus einem Gemisch aus Aceton, Diethylether und n-Hexan – im Laborjargon „angeschärftes Lösungsmittel“ genannt – umkristallisiert werden.

## Anwendung
Die Indikation ist ein endoskopisch oder radiographisch bestätigtes Magengeschwür, sowie die damit in Verbindung stehende Infektion durch Helicobacter pylori. Üblich in diesem Anwendungsgebiet ist die Kombination mit Amoxicillin und / oder Clarithromycin. Sowohl als akute Medikation als auch zur Nachbehandlung der Geschwüre wird Lansoprazol eingesetzt. Daneben kommt es auch bei gastroösophagealem Reflux und beim Zollinger-Ellison-Syndrom zum Einsatz. Bei letzterem ist in der Regel eine längere Behandlung notwendig.
Lansoprazol wird oral eingenommen. Die Wirkung setzt in wenigen Stunden ein und hält bis zu mehreren Tagen an. Um Komplikationen vorzubeugen, sollte eine möglichst kurze Behandlungsdauer mit möglichst geringer Dosierung gewählt werden. Eine typische Dosierung ist einmal täglich 15–30 mg.

## Anwendungsbeschränkungen
Die Kontraindikationen beschränken sich im Wesentlichen auf die Unverträglichkeit der Arznei oder eines Bestandteils der Formulierung. Die Sicherheit der Anwendung bei Schwangeren und während des Stillens ist unklar.

## Nebenwirkungen

### Schwere
- Antibiotika-vermittelte Diarrhö (Clostridium difficile)
- Osteoporose (bei zu langer Behandlung)
- Hypomagnesiämie
- Pneumonie[6]

### Häufige
- Obstipation
- Bauchschmerz
- Übelkeit[17]

### Unregelmäßig
- Xerostomie
- Insomnie
- Somnolenz
- Effloreszenz
- Pruritus

### Seltene und sehr seltene
Hierunter sind folgende beschrieben:
- Geschmacksstörungen
- Fehlfunktionen der Leber
- peripheres Ödem, Quincke-Ödem, Anaphylaxie
- Bronchospasmus
- Photosensibilität
- Fieber, Schweißausbrüche
- Depression
- Interstitielle Nephritis
- Leukopenie
- Leukozytose
- Panzytopenie
- Thrombozytopenie
- Arthralgie
- Myalgie
- Erythrodermie
- Stevens-Johnson-Syndrom
- Lyell-Syndrom
- Hautblasen

## Wechselwirkungen
Lansoprazol wechselwirkt mit Theophyllin, mit Stoffen des Antipyrin-Typs und möglicherweise mit der hormonellen Empfängnisverhütung.

## Handelspräparate
- Monopräparate: Agopton (D,[15]  A), Lanzor (F), Lansox (I), Limpidex (I), Ogast (F), Prevacid (USA), Takepron (J), Zoton (Australien, (I))
- Kombination mit Clarithromycin und Amoxicillin: PrevPac (USA, a.H.)